# Ptychomitrium patens
Ptychomitrium patens är en bladmossart som beskrevs av Jean Édouard Gabriel Narcisse Paris 1900. Ptychomitrium patens ingår i släktet atlantmossor, och familjen Ptychomitriaceae. Inga underarter finns listade i Catalogue of Life.